# John Carlsen
John Carlsen, nacido el 31 de diciembre de 1961 en Frederiksværk es un ciclista profesional danés que corrió entre 1988 y 1991. 

## Palmarés
1982
- 1 etapa de la Vuelta a Suecia

1986
- 2º en el Campeonato de Dinamarca en Ruta

1988
- 1 etapa de la Vuelta a Portugal

1989
- 1 etapa del Giro de Italia

## Resultados en Grandes Vueltas y Campeonato del Mundo
| Carrera         | 1988  | 1989 | 1990 | 1991 |
| --------------- | ----- | ---- | ---- | ---- |
| Giro de Italia  | -     | 40.º | -    | -    |
| Tour de Francia | -     | 53.º | Ab.  | Ab.  |
| Vuelta a España | 105.º | -    | Ab.  | -    |
| Mundial en Ruta | -     | Ab.  | -    | Ab.  |